# Аеробіка

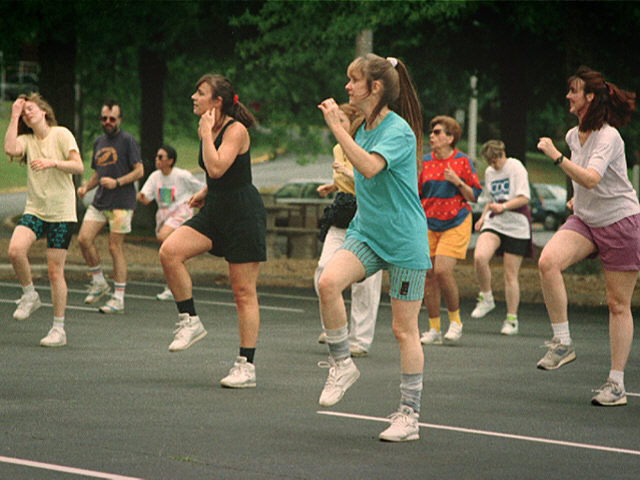
Заняття з аеробіки

Аеробіка (англ. aerobics), або ритмічна гімнастика, — комплекс фізичних вправ, які виконують під музику, що зародився у США у 1960-ті роки.

## Історія аеробіки
Засновник аеробіки — лікар Кеннет Купер. За його задумом аеробіка — це засіб протистояння факторам, які спонукають розвиток серцево-судинних захворювань: гіподинамії, нервовим перенапругам, надлишковій вазі. За допомогою вправ, що виконуються в аеробному режимі, і харчування з низьким вмістом тваринних жирів в організмі людини найбільш активно руйнується надлишковий холестерин — головний ворог судин. Фізичні навантаження усувають гіподинамію, а емоційність при проведенні занять покращує настрій, ліквідуючи негативний вплив стресів.
На початку ери аеробіки був біг підтюпцем, потім вправи під музику, потім — велоергометри, гребні тренажери, степпери і бігові доріжки, зараз — модний степ. За більш ніж тридцять років від класичної аеробіки, розробленої Джейн Фондою, відокремилося понад 20 видів.

## Види аеробіки

Стрибки Step на платформу.

- Латина (Latina) — ритми «Латини» не залишать байдужими нікого до цього класу, неповторна енергетика якого допоможе розкрити і розвинути Ваш фізичний потенціал.

- Степ (Step) — нові комбінації в уроках степу, нестандартний погляд на викладання класів з різним рівнем підготовки, необхідна інтенсивність, енергія рухів. Заняття проводяться на платформі під сучасні ритми. Перед Вами відкриються нові обрії в особистих досягненнях.[3]
- Кібо-мікс (Kibo-Mix, Вох) — високоінтенсивні тренування з використанням елементів східних єдиноборств, заняття на розвиток витривалості і сили м'язів, виховання бійцівських якостей і підняття настрою.
- Танцювальна (Dance) — подобаються танці і не мислите себе без тренувань? Цей клас — те, що Вам треба! Сполучення вправ класичної аэробіки і сучасних танцювальних рухів, енергійна музика і нові комбінації — усе це чекає Вас на уроці Danse аеробіки.
- Інтенсивна (Intensive) — швидкий темп, стрімка зміна поворотів і напрямків, сполучення високоінтенсивної роботи з елементами базової аеробіки дасть Вам відчуття радості буття і нескінченного щастя!
- Фанк (Funk) — сучасний інтенсивний клас з фанк-хореографією, захоплююче кардіо-заняття з незабутньою музикою.
- Пілатес (Pilates) — ця методика дозволяє дивовижно точно і цілеспрямовано впливати на найглибші м'язи нашого тіла і зберігати їх у тонусі . Ви швидко знімете напругу і поліпшите свою поставу. У результаті Ви здобуваєте струнке, підтягнуте тіло.
- Шейпінг (shaping) – вид ритмічної гімнастики, спрямованої на оздоровлення організму та досягнення гармонійно розвинених форм тіла в поєднанні з високим рівнем рухової підготовленості. Вправи виконуються у високо інтенсивному темпі, без великих обтяжень, з великою кількістю повторень. Кожне з вправ відповідає певній м'язово-жирової зоні, яка вимагає опрацювання.